# Paris-Roubaix de 1919
A 20.ª Paris-Roubaix teve lugar a 20 de abril de 1919 e foi vencida pelo francês Henri Pélissier. Foi a primeira edição depois do fim da Primeira Guerra Mundial.

## Classificação final
| Posição | Ciclista          | Equipa     | Tempo |
| ------- | ----------------- | ---------- | ----- |
| 1       | Henri Pélissier   | JB Louvet  |       |
| 2       | Philippe Thys     | A Sportive |       |
| 3       | Honoré Barthélémy | -          |       |
| 4       | Louis Heusghem    | A Sportive |       |
| 5       | Alexis Michiels   | A Sportive |       |
| 6       | Francis Pélissier | JB Louvet  |       |
| 7       | Jean Rossius      | Alcyon     |       |
| 8       | Émile Masson sr.  | Alcyon     |       |
| 9       | Eugène Christophe | -          |       |
| 10      | Alfred Steux      | A Sportive |       |